# Iliamna (jezero)
Iliamna (anglicky Iliamna Lake, podle prvních ruských objevitelů rusky Илямна) je největší jezero státu Aljaška v USA. Je ledovcovo-tektonického původu. Nachází se u základny Aljašského poloostrova mezi severními výběžky Aleutského hřbetu. Je to největší jezero na Aljašce. Má rozlohu 2600 km². Je 120 km dlouhé a maximálně 35 km široké.

## Pobřeží
Severní a západní břehy jsou nízké, zatímco jižní a východní vysoké.

## Vodní režim
Zdroj vody je převážně sněhový. Z jezera odtéká řeka Kvičak[zdroj?] do Bristolského zálivu Beringova moře.

## Fauna a flóra
Jezero je bohaté na ryby především lososovité. Vyskytuje se tu také jeseter bílý.